# Dokumentacja aktowa
Dokumentacja aktowa – dokumentacja, która została sporządzona zgodnie z ustalonymi w danym czasie i miejscu prawami i normami. Dokumentacja aktowa powstała w wyniku działalności organu, urzędu, instytucji kultury, sądu, organizacji społecznej lub placówki oświatowej, a także w wyniku działalności osoby prywatnej.
Wyróżnia się następujące typy dokumentacji aktowej:
- akta ogólne
- akta normatywne
- akta finansowo-księgowe
- akta osobowe lub personalne
- akta gruntowe i hipoteczne
- akta stanu cywilnego
- akta sądowe
- akta notarialne
- akta medyczne
- akta sprawy